# Campo Militar de Santa Margarida

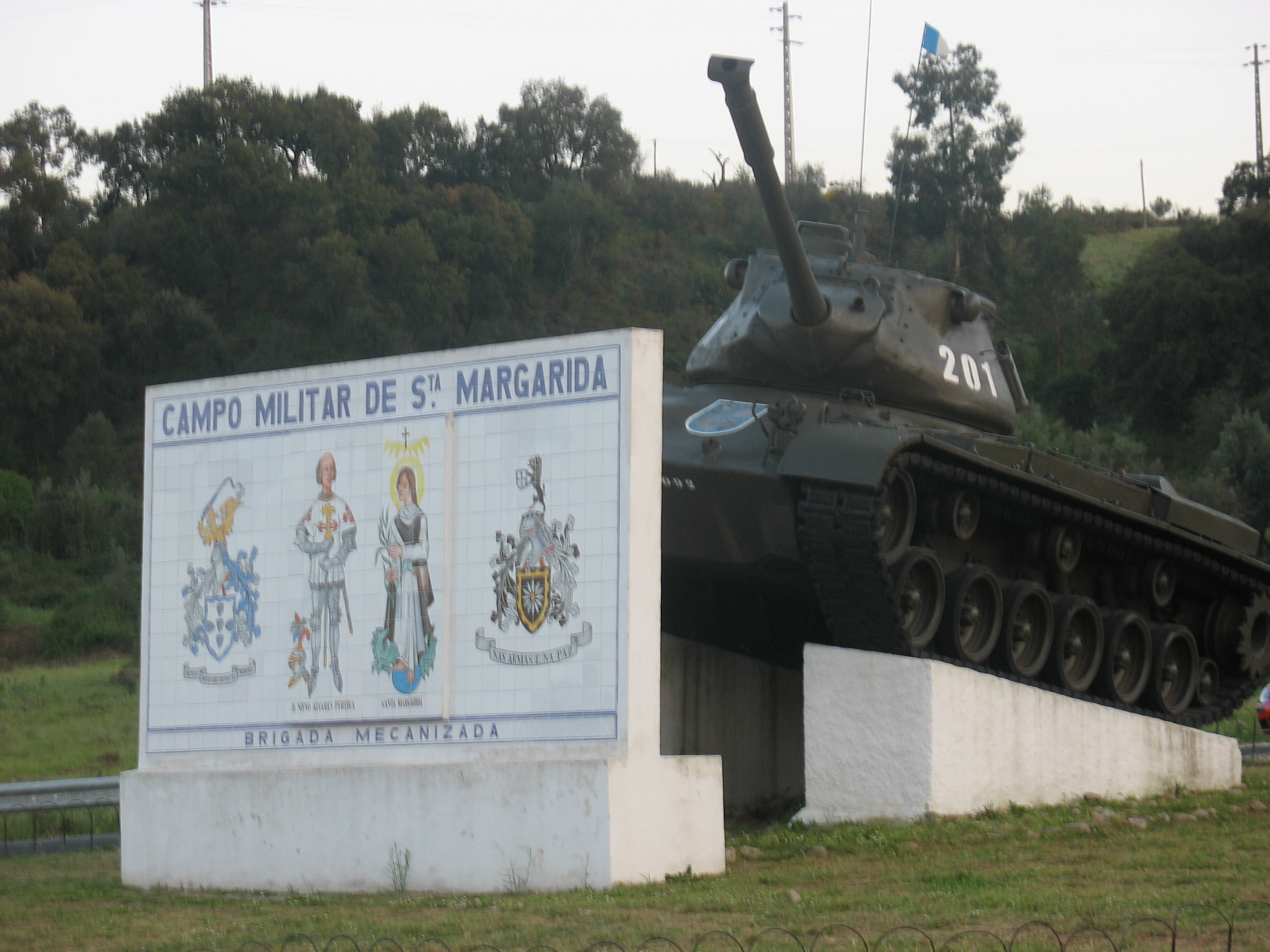
Campo militar de santa margarida

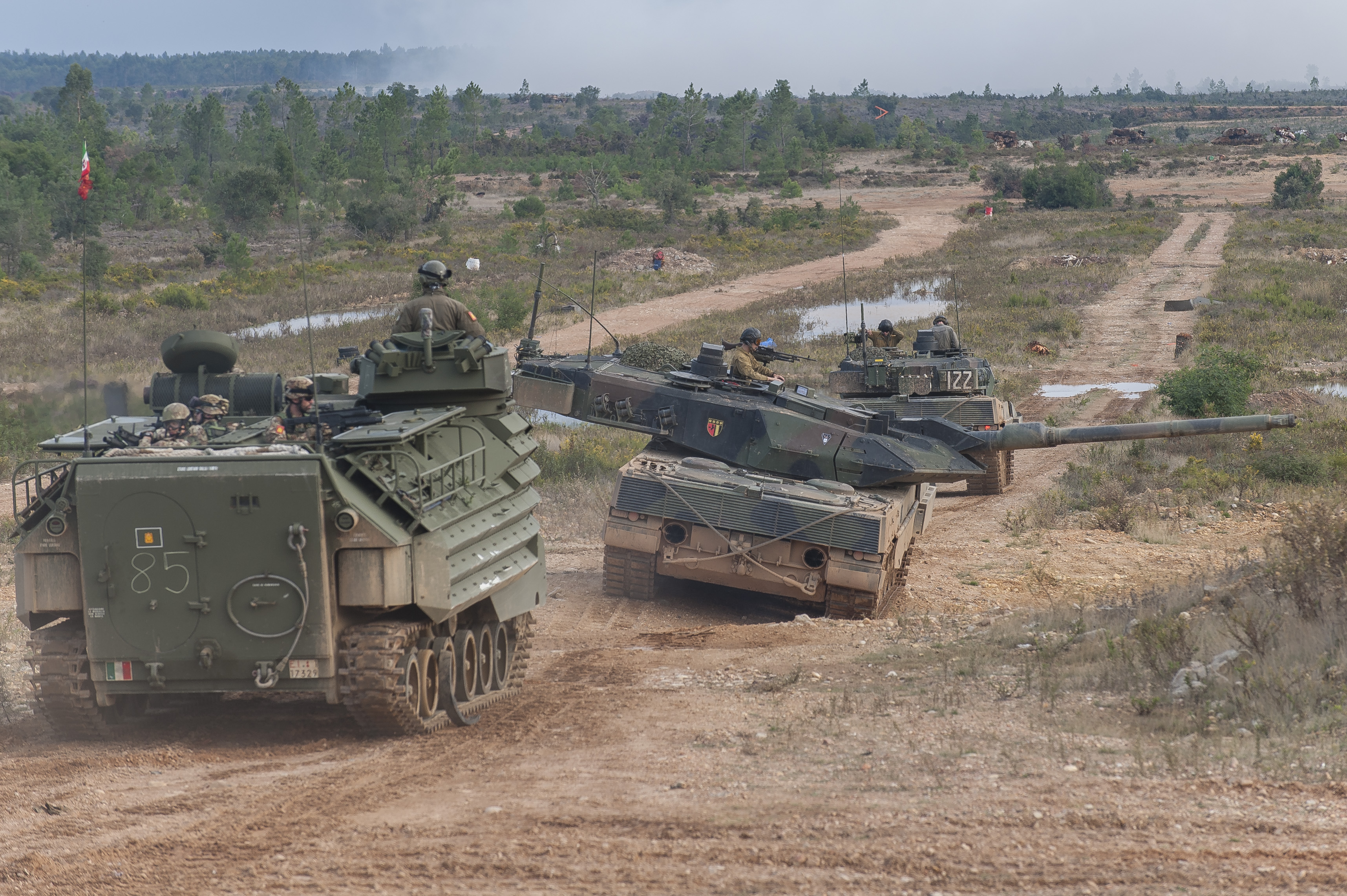
Exercício Nato Trident Juncture no recinto do Campo Militar de Santa Margarida.

O Campo Militar de Santa Margarida (CMSM) MHC é uma base e área de instrução do Exército Português. O CMSM localiza-se na localidade de Santa Margarida da Coutada, no Município de Constância, sendo uma das maiores instalações militares da Europa, a maior instalação militar portuguesa em termos de guarnição e a segunda maior em termos de área ocupada, com uma área total superior ao Estado de San Marino sendo apenas suplantado pelo Campo de Tiro de Alcochete.

## Dados estatísticos do CMSM
- 6700 ha de Área Total ocupada[1]
- 350 ha de Área da Zona de Aquartelamentos
- 1 Avenida Principal com 2,4 Km
- 330 Edifícios
- 5000 militares de Guarnição
- 1 Pista de Aviação
- 2 Heliporto
- 1 Estação Ferroviária[2]
- 4 Carreiras de Tiro de Armas Ligeiras
- 1 Carreira de Tiro de Carros de Combate
- 1 Carreira de Lançamento de Granadas
- 1 Pista de Combate
- 1 Piscina[2]
- 1 Estação de tratamento de águas residuais
- 1 Farmácia[2][3]
- Oficinas
- 1 Antena Satélite de grandes dimensões[4]
- 1 Complexo com depósitos de armamento e misseis composto por 7 Paiois e 9 Paiolins

## Unidades Instaladas
- Comando e Quartel-General do CMSM
- Batalhão de Comando e Serviços do CMSM
- Centro de Finanças do CMSM
- Unidades Operacionais da Brigada Mecanizada
  - GCC - Grupo de Carros de Combate (antigo Regimento de Cavalaria N.º 4);
  - BIMecLag - Batalhão de Infantaria Mecanizado de Lagartas (Antigo 1ºBIMec);
  - GAC15,5Ap - Grupo de Artilharia de Campanha 15,5Ap;
  - EREc - Esquadrão de Reconhecimento
  - CEngCombPes - Companhia de Engenharia Combate Pesado;
  - CTm - Companhia de Transmissões;
  - CCS - Companhia de Comando e Serviços do Comando da BrigMec;
  - BTrAAA - Bateria de Artilharia Antiaérea;
  - BApSvc - Batalhão de Apoio de Serviços;
- Centro de Instrução e Treino de Operações de Apoio à Paz

## História
O CMSM nasce com as necessidades criadas a Portugal pelo facto de ter sido membro fundador na NATO em 1949. No âmbito do compromisso de contribuição militar para a NATO o Exército Português começa a organizar a 1.ª Divisão do Corpo Expedicionário Português (Divisão D. Nuno Álvares Pereira). Nessa altura sente-se a necessidade de criação de um grande campo de instrução onde pudessem ser treinadas grandes unidades de armas combinadas. Em 1951 é então decidida a construção do então denominado Campo de Instrução Divisionário em Santa Margarida da Coutada ao sul do rio Tejo.
O campo militar foi construído pela engenharia militar durante o ano de 1952, sendo activado em 1953, já com a denominação de Campo de Instrução Militar (CIM). O quartel-general da Divisão Nun'Álvares Pereira instala-se no campo em 1957.
Até princípio da década de 1960 o campo é utilizado da forma para o qual foi concebido sendo aí realizadas manobras e acções de instrução de grandes unidades em situações de guerra convencional e nuclear. No entanto, com o início da Guerra do Ultramar o CIM passa a ser utilizado sobretudo para a instrução em operações de contra-guerrilha.
Com o fim da Guerra do Ultramar e a alteração das necessidades militares portuguesas e da NATO é decidida a extinção da Divisão Nun'Álvares e a sua substitução pela nova 1.ª Brigada Mista Independente (1.ªBMI), criada em 1976. Nesse âmbito é decidida também a alteração do tipo de utilização do, agora denominado Campo Militar de Santa Margarida. Até aí a maioria das unidades operacionais estavam aquarteladas fora do campo e só aí se deslocavam para a realização de treinos e manobras. A partir daí começa a progressiva instalação em aquartelamentos no interior do CMSM das unidades operacionais da 1.ªBMI.
A 4 de Abril de 2002 foi feito Membro-Honorário da Ordem Militar de Cristo.

## Galeria

Manobras militares no Campo Militar de Santa Margarida
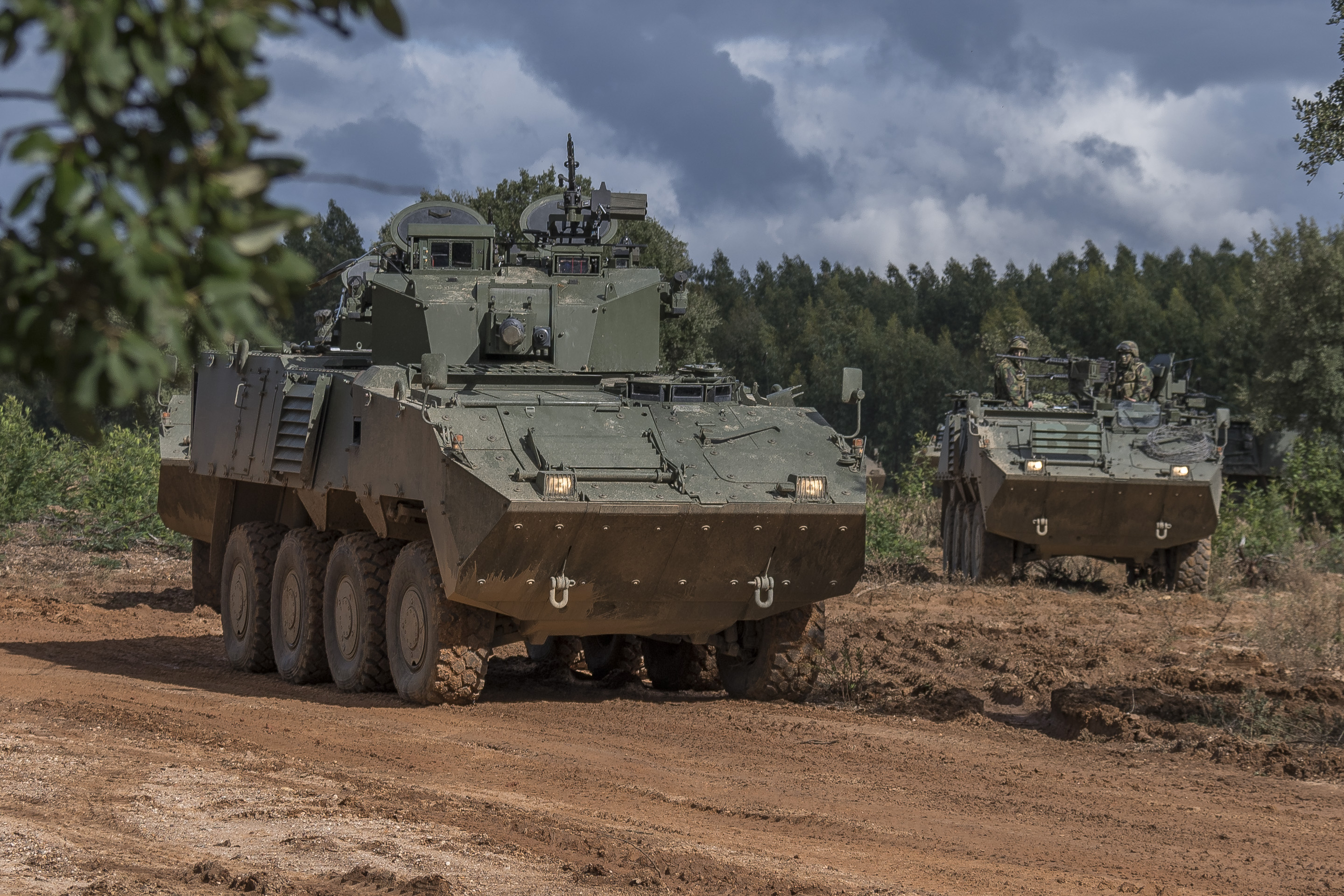
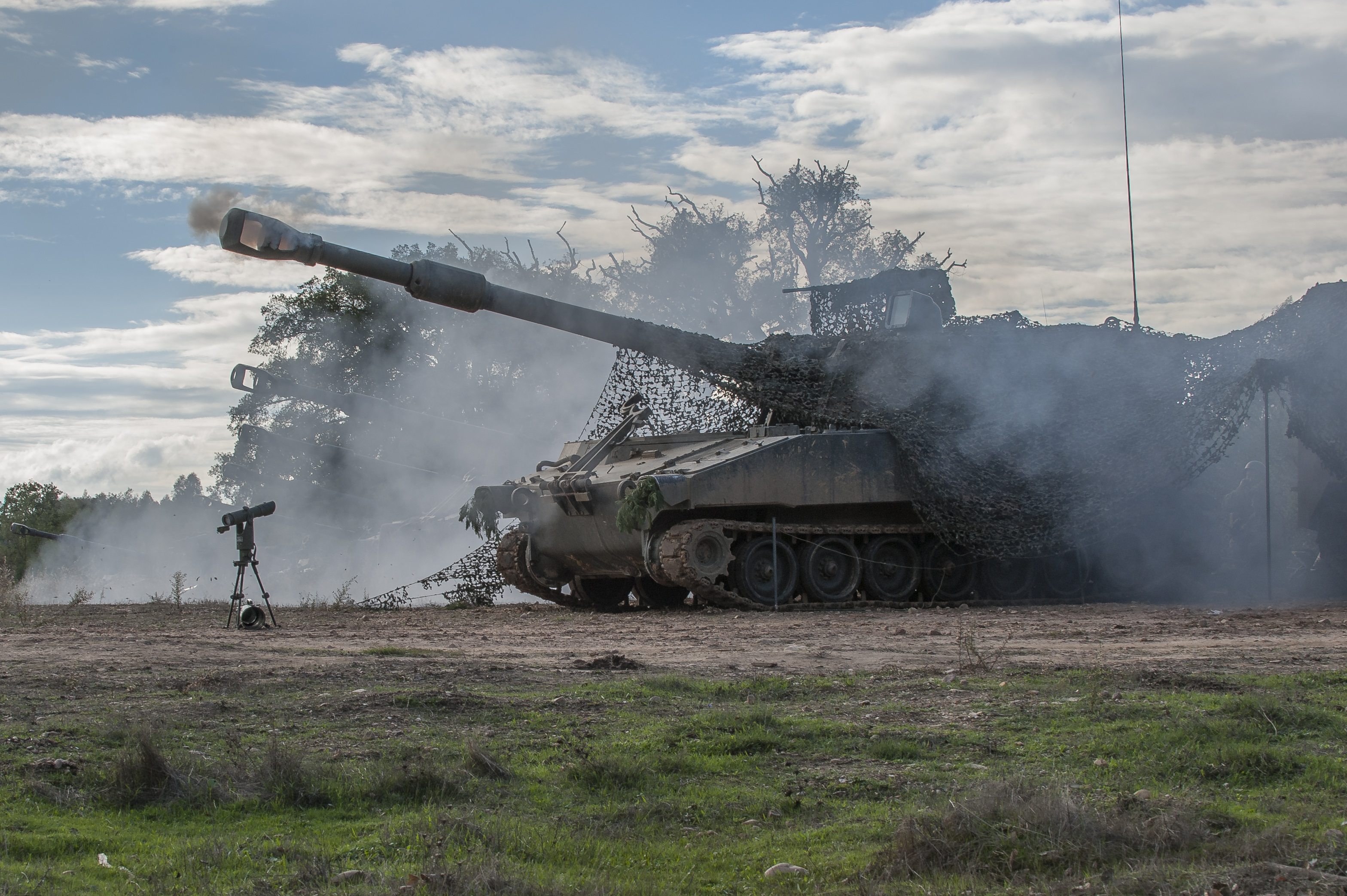
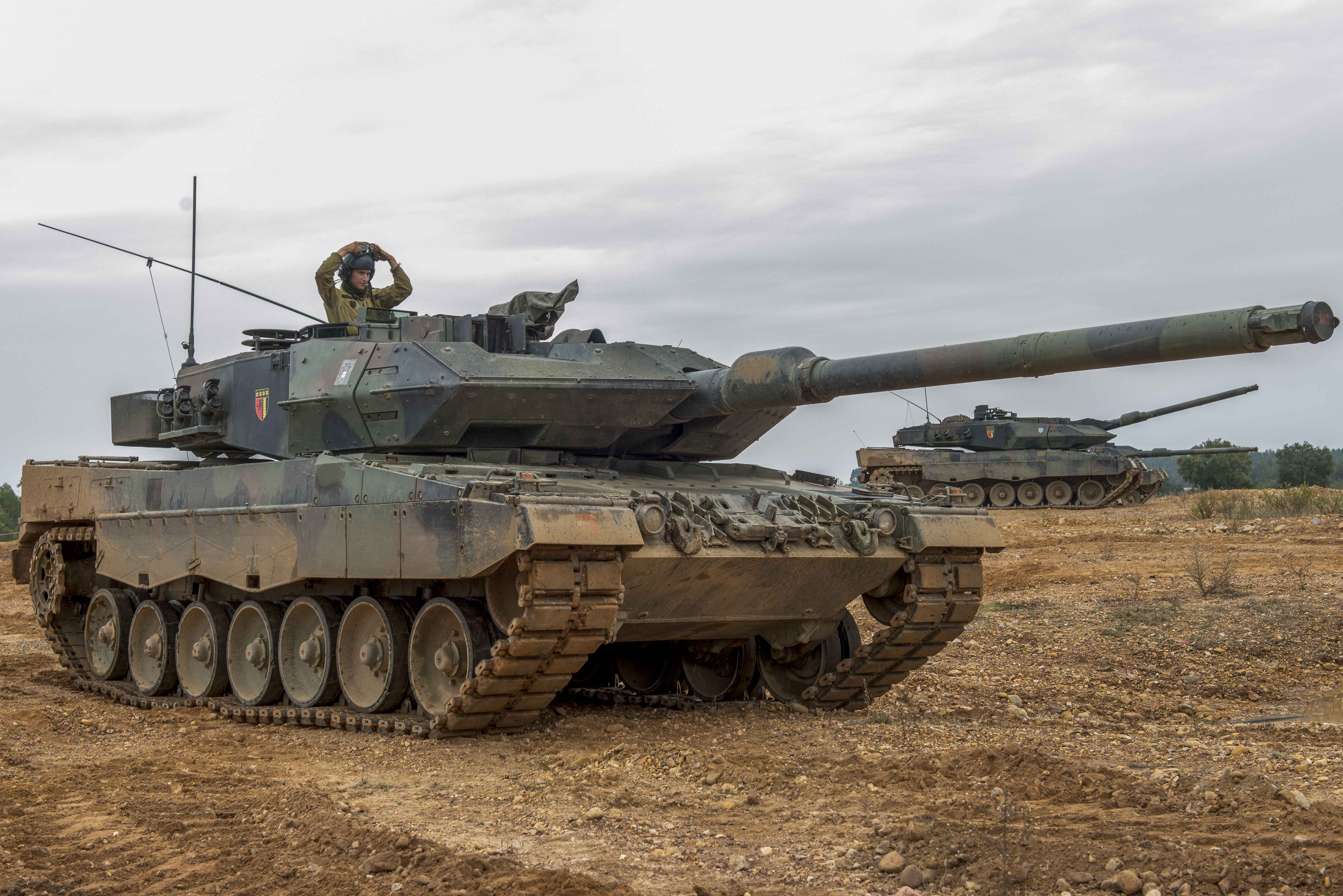
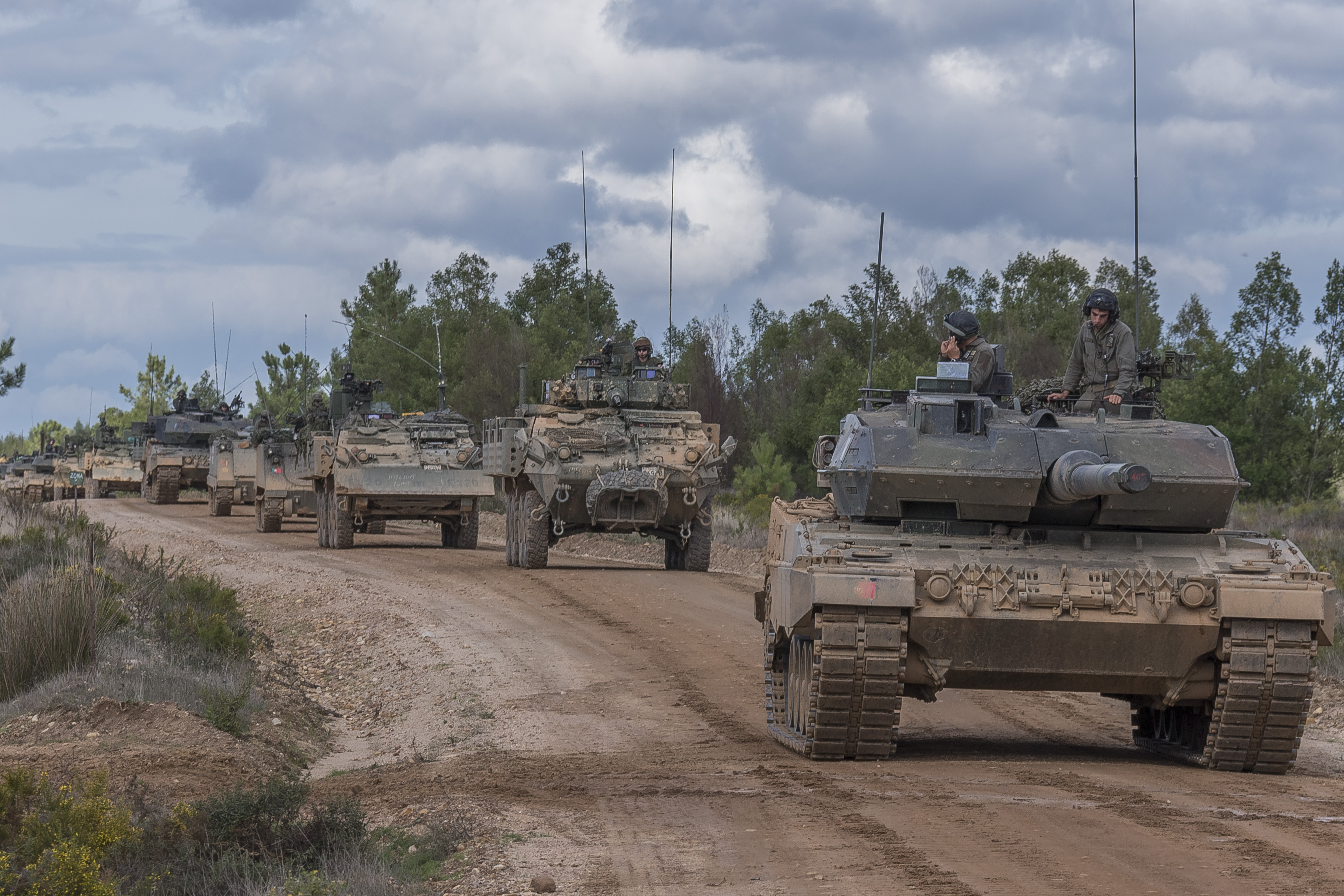

## Ligações Externas
- Vídeos do Campo Militar de Santa Margarida, da RTP Arquivos